# Біокомбіната
Біокомбіна́та (рос. Биокомбината) — селище у складі Лосино-Петровського міського округу Московської області, Росія.

## Населення
Населення — 4604 особи (2010; 4677 у 2002).
Національний склад (станом на 2002 рік):
- росіяни — 91 %